# Свети-Рок

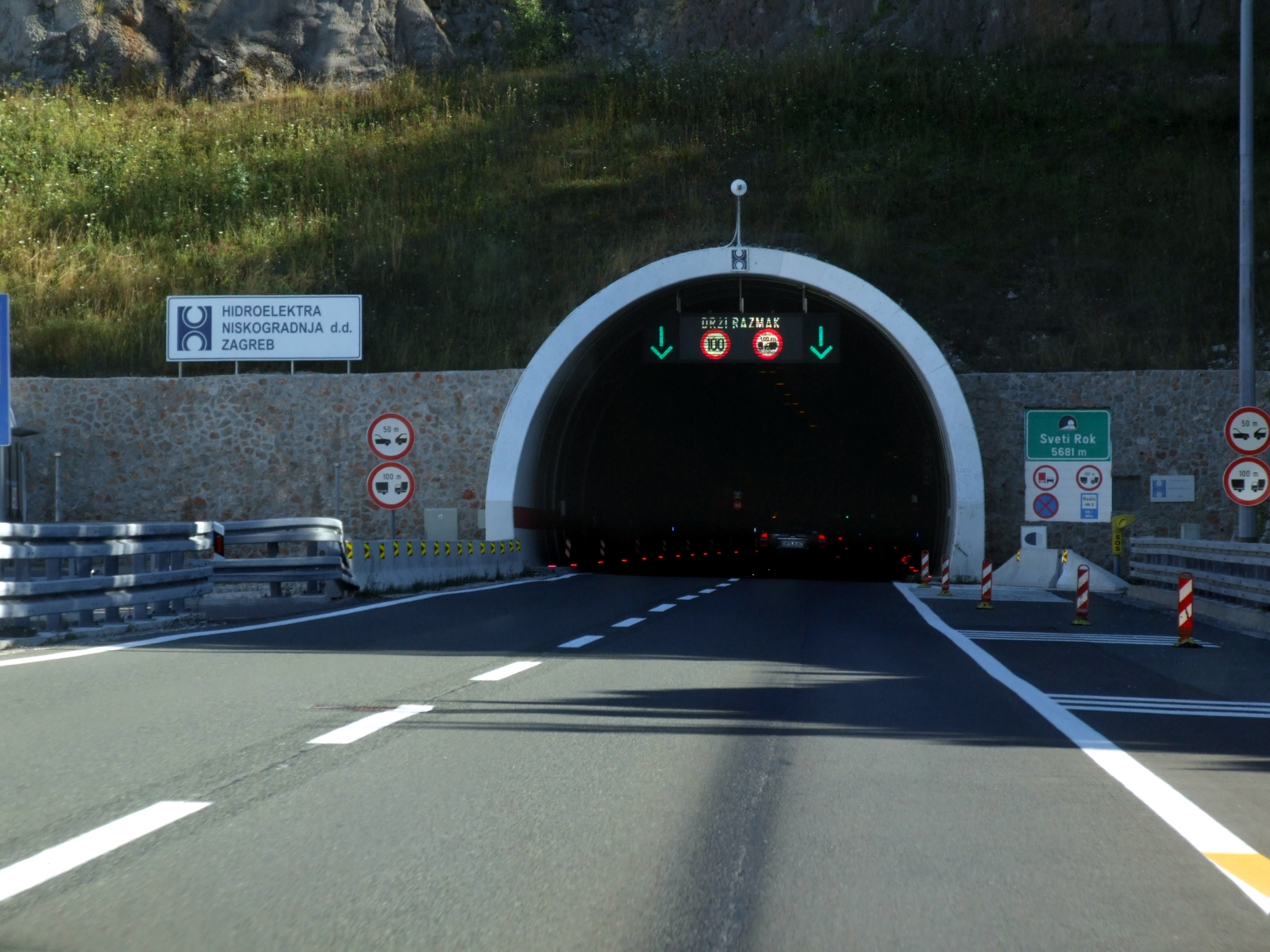
Северный въезд

Тоннель Свети-Рок (хорв. Tunel Sveti Rok) — автомобильный тоннель в Хорватии на магистрали A1. Второй по длине тоннель Хорватии после тоннеля Мала-Капела, длина 5 679 метров. Проложен под горным массивом Южный Велебит в направлении с севера на юг, соединяет два исторических региона — Лику и северную Далмацию. Тоннель проложен в ненаселённой местности, назван по ближайшей деревне Свети-Рок, которая находится в 6 км от северного въезда в тоннель. Северный въезд находится в жупании Лика-Сень, южный — в жупании Задар.
Свети-Рок состоит из двух тоннелей, в каждом из них движение осуществляется в одном направлении по двум полосам.
Строительство Свети-Рока шло в два этапа. В 2003 году был построен первый тоннель, в этом же году было открыто движение по данному участку магистрали, движение в тоннеле временно осуществлялось в обоих направлениях по одной полосе. В 2009 году было закончено строительство второго тоннеля, после чего трафик стал идти по четырём полосам, в каждом из тоннелей — две полосы в одном направлении.
A1 — платная автомагистраль, плата за проезд по тоннелю взимается в рамках оплаты проезда по магистрали. Отдельной платы за проезд по тоннелю не существует.

## Характеристика

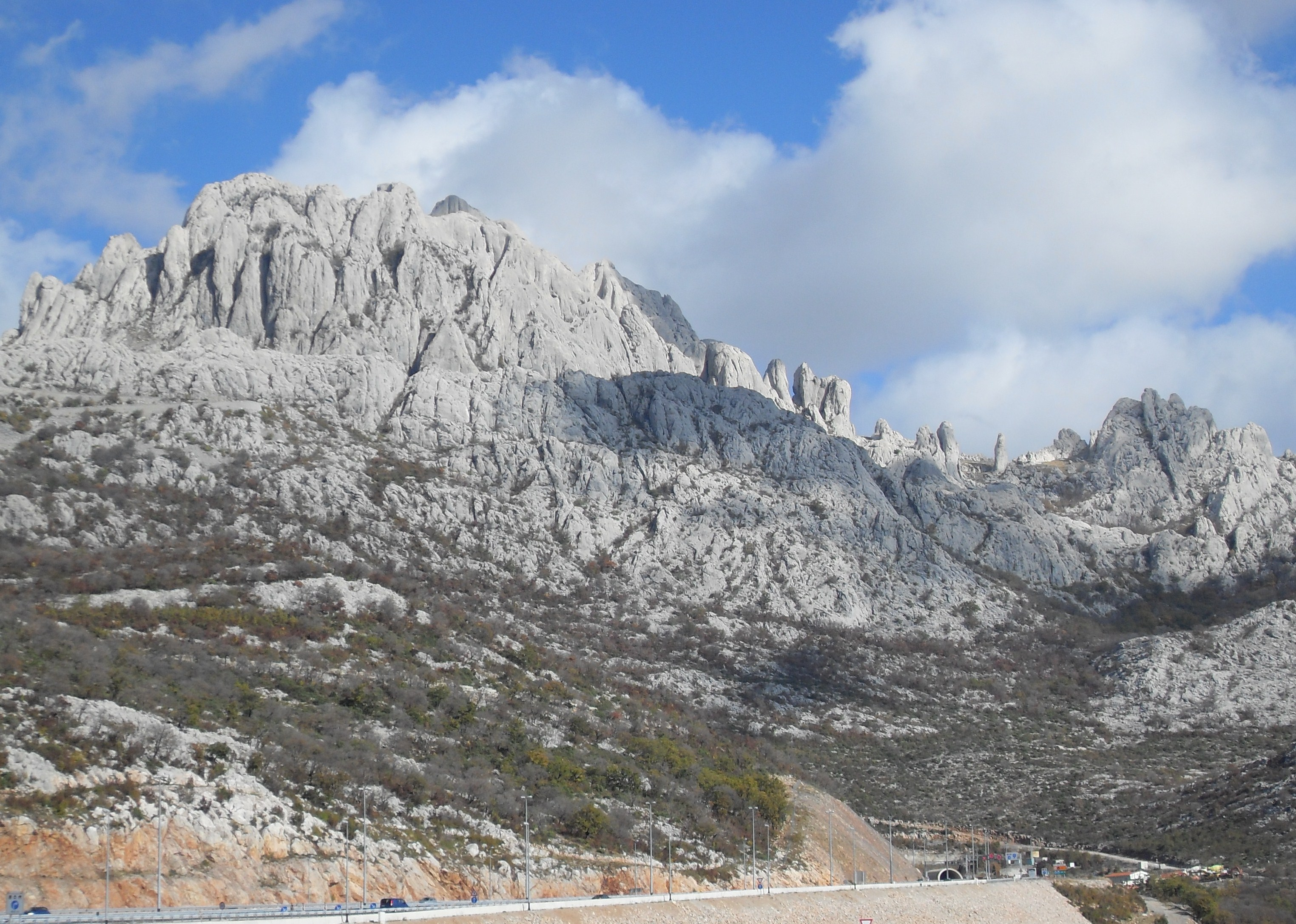
Велебит в месте, где под ним проходит тоннель Свети-Рок

Северный въезд в тоннель находится на высоте 561 м над уровнем моря, южный — на высоте 510 метров. Без тоннеля преодоление автодорогой Велебита в этом месте невозможно, поэтому бесплатный дублёр автобана (шоссе D50 и D27) проходит намного восточнее, через Грачац. За счёт небольших изгибов около обоих въездов длины двух тоннелей различны, западный имеет длину 5 670 метров, восточный — 5 679 метров. Тоннели вырыты на расстоянии 25 метров друг от друга, соединены 4 проездами и 15 пешеходными проходами.
Поскольку тоннели Мала-Капела и Свети-Рок строились в одно время, и при их прокладке применялись аналогичные технологии, их характеристики весьма схожи. Ширина автомобильного полотна в обоих тоннелях — 7,7 метров, разрешённая скорость движения — 100 км/ч. Тоннель оборудован автономной системой удаления воды.
При прокладке Свети-Рока применялись буровые и взрывные работы. Главную сложность при прокладке представляли пещеры и карстовые явления, которые широко распространены в хорватских горах. Суммарная длина карстовых проходов, обнаруженных при прокладке Свети-Рока составила 1 137 метров, однажды проходчики наткнулись на пещеру размерами 148х53 метра.
Тоннель оборудован электронными указателями скорости, которые позволяют варьировать максимально разрешённую скорость в зависимости от дорожных условий. В тоннеле установлено оборудование, позволяющее принимать две FM-радиостанции и пользоваться сотовыми телефонами.

## Трафик
Поскольку автогистраль A1 является платной, трафик через тоннель учитывается по числу машин, миновавших пункты оплаты. Согласно статистике, на участке трассы, в которую входит тоннель Свети-Рок, дневной трафик в среднем за год составляет 12 353 автомобиля, дневной трафик в среднем за лето — 32 125 машин. Столь резкий рост движения летом объясняется тем, что магистраль A1 — один из основных путей, по которому туристы следуют на курорты Адриатики.